# Rennae Stubbs
Rennae Stubbs (Sydney, 26 maart 1971) is een tennisspeelster uit Australië. Naast vier grandslamtitels in het vrouwendubbelspel won ze twee grandslamtitels in het gemengd dubbelspel. Ze vertegenwoordigde Australië drie maal tijdens de Olympische Spelen, in 2000, 2004 en 2008.
Vanaf 2000 speelde Stubbs uitsluitend dubbelspel. In het vrouwendubbelspel won ze zestig WTA-toernooien – waarvan niet minder dan 32 met Lisa Raymond – en tien ITF-titels. In het enkelspel won ze twee ITF-toernooien. Het is haar nooit gelukt om een medaille op de Olympische Spelen te bemachtigen, noch om te winnen op Roland Garros. In augustus 2000 bereikte ze de eerste positie op de WTA-ranglijst van het dubbelspel.

## Posities op deWTA-ranglijst
Positie per einde seizoen:
| jaar | rang enkelspel | rang dubbelspel |
| ---- | -------------- | --------------- |
| 2011 | –              | 107             |
| 2010 | –              | 10              |
| 2009 | –              | 7               |
| 2008 | –              | 9               |
| 2007 | –              | 10              |
| 2006 | –              | 6               |
| 2005 | –              | 5               |
| 2004 | –              | 4               |
| 2003 | –              | 10              |
| 2002 | –              | 4               |
| 2001 | –              | 2               |
| 2000 | 683            | 6               |
| 1999 | 254            | 7               |
| 1998 | 231            | 5               |
| 1997 | 419            | 34              |
| 1996 | 108            | 21              |
| 1995 | 90             | 12              |
| 1994 | 213            | 17              |
| 1993 | 170            | 8               |
| 1992 | 92             | 13              |
| 1991 | 239            | 72              |
| 1990 | 270            | 114             |
| 1989 | 223            | 169             |
| 1988 | 344            | 160             |

## Palmares
| Legenda                | Legenda                  |
| ---------------------- | ------------------------ |
| Grandslamtoernooi      |                          |
| Olympische Spelen      |                          |
| Year-End Championships |                          |
| tot 2009               | 2009 – 2020 / vanaf 2021 |
| Tier I                 | Premier Mandatory        |
| Tier II                | Premier Five / WTA 1000  |
| Tier III               | Premier / WTA 500        |
| Tier IV & V            | International / WTA 250  |
|                        | Challenger / WTA 125     |

### WTA-finaleplaatsen enkelspel
geen

### WTA-finaleplaatsen dubbelspel
| nr.                                 | finale     | toernooi          | ondergrond    | partner           | tegenstandsters                                    | score             |         |
| ----------------------------------- | ---------- | ----------------- | ------------- | ----------------- | -------------------------------------------------- | ----------------- | ------- |
| gewonnen finales vrouwendubbelspel  |            |                   |               |                   |                                                    |                   |         |
| 1.                                  | 1992-02-09 | WTA Osaka         | tapijt (i)    | Helena Suková     | Sandy Collins Rachel McQuillan                     | 3-6, 6-4, 7-5     | details |
| 2.                                  | 1992-05-03 | WTA Hamburg       | gravel        | Steffi Graf       | Manon Bollegraf Arantxa Sánchez                    | 4-6, 6-3, 6-4     | details |
| 3.                                  | 1992-06-14 | WTA Birmingham    | gras          | Lori McNeil       | Sandy Collins Elna Reinach                         | 5-7, 6-3, 8-6     | details |
| 4.                                  | 1992-08-23 | WTA Montréal      | hardcourt     | Lori McNeil       | Gigi Fernández Natallja Zverava                    | 3-6, 7-5, 7-5     | details |
| 5.                                  | 1993-02-28 | WTA Indian Wells  | hardcourt     | Helena Suková     | Ann Grossman Patricia Hy                           | 6-3, 6-4          | details |
| 6.                                  | 1993-05-02 | WTA Hamburg       | gravel        | Steffi Graf       | Larisa Neiland Jana Novotná                        | 6-4, 7-6          | details |
| 7.                                  | 1994-02-13 | WTA Osaka         | tapijt (i)    | Larisa Neiland    | Pam Shriver Elizabeth Smylie                       | 6-4, 6-7, 7-5     | details |
| 8.                                  | 1994-05-22 | WTA Straatsburg   | gravel        | Lori McNeil       | Patricia Tarabini Caroline Vis                     | 6-3, 3-6, 6-2     | details |
| 9.                                  | 1995-06-18 | WTA Birmingham    | gras          | Manon Bollegraf   | Nicole Provis Kristine Radford                     | 3-6, 6-4, 6-4     | details |
| 10.                                 | 1996-11-03 | WTA Chicago       | tapijt (i)    | Lisa Raymond      | Angela Lettiere Nana Miyagi                        | 6-1, 6-1          | details |
| 11.                                 | 1996-11-17 | WTA Philadelphia  | tapijt (i)    | Lisa Raymond      | Nicole Arendt Lori McNeil                          | 6-4, 3-6, 6-3     | details |
| 12.                                 | 1997-10-26 | WTA Québec        | tapijt (i)    | Lisa Raymond      | Alexandra Fusai Nathalie Tauziat                   | 6-4, 5-7, 7-5     | details |
| 13.                                 | 1997-11-16 | WTA Philadelphia  | tapijt (i)    | Lisa Raymond      | Lindsay Davenport Jana Novotná                     | 6-3, 7-5          | details |
| 14.                                 | 1998-02-22 | WTA Hannover      | tapijt (i)    | Lisa Raymond      | Jelena Lichovtseva Caroline Vis                    | 6-1, 6-7, 6-3     | details |
| 15.                                 | 1998-08-16 | WTA Boston        | hardcourt     | Lisa Raymond      | Mariaan de Swardt Mary Joe Fernandez               | 6-4, 6-4          | details |
| 16.                                 | 1999-02-28 | WTA Oklahoma      | hardcourt (i) | Lisa Raymond      | Amanda Coetzer Jessica Steck                       | 6-3, 6-4          | details |
| 17.                                 | 1999-08-28 | WTA New Haven     | hardcourt     | Lisa Raymond      | Jelena Lichovtseva Jana Novotná                    | 7-6, 6-2          | details |
| 18.                                 | 1999-10-17 | WTA Zürich        | hardcourt (i) | Lisa Raymond      | Nathalie Tauziat Natallja Zverava                  | 6-2, 6-2          | details |
| 19.                                 | 1999-10-24 | WTA Moskou        | tapijt (i)    | Lisa Raymond      | Julie Halard-Decugis Anke Huber                    | 6-1, 6-0          | details |
| 20.                                 | 1999-11-14 | WTA Philadelphia  | tapijt (i)    | Lisa Raymond      | Chanda Rubin Sandrine Testud                       | 6-1, 7-6          | details |
| 21.                                 | 2000-01-30 | Australian Open   | hardcourt     | Lisa Raymond      | Martina Hingis Mary Pierce                         | 6-4, 5-7, 6-4     | details |
| 22.                                 | 2000-05-21 | WTA Rome          | gravel        | Lisa Raymond      | Arantxa Sánchez Magüi Serna                        | 6-3, 4-6, 6-3     | details |
| 23.                                 | 2000-05-27 | WTA Madrid        | gravel        | Lisa Raymond      | Gala León García María Sánchez Lorenzo             | 6-1, 6-3          | details |
| 24.                                 | 2000-08-06 | WTA San Diego     | hardcourt     | Lisa Raymond      | Lindsay Davenport Anna Koernikova                  | 4-6, 6-3, 7-6     | details |
| 25.                                 | 2001-02-04 | WTA Tokio         | tapijt (i)    | Lisa Raymond      | Anna Koernikova Iroda Tulyaganova                  | 7-6, 2-6, 7-6     | details |
| 26.                                 | 2001-03-04 | WTA Scottsdale    | hardcourt     | Lisa Raymond      | Kim Clijsters Meghann Shaughnessy                  | walk-over         | details |
| 27.                                 | 2001-04-22 | WTA Charleston    | gravel        | Lisa Raymond      | Virginia Ruano Pascual Paola Suárez                | 5-7, 7-6, 6-3     | details |
| 28.                                 | 2001-06-23 | WTA Eastbourne    | gras          | Lisa Raymond      | Cara Black Jelena Lichovtseva                      | 6-2, 6-2          | details |
| 29.                                 | 2001-07-08 | Wimbledon         | gras          | Lisa Raymond      | Kim Clijsters Ai Sugiyama                          | 6-4, 6-3          | details |
| 30.                                 | 2001-09-09 | US Open           | hardcourt     | Lisa Raymond      | Kimberly Po Nathalie Tauziat                       | 6-2, 5-7, 7-5     | details |
| 31.                                 | 2001-11-04 | WTA Championships | hardcourt (i) | Lisa Raymond      | Cara Black Jelena Lichovtseva                      | 7-5, 3-6, 6-3     | details |
| 32.                                 | 2002-01-12 | WTA Sydney        | hardcourt     | Lisa Raymond      | Martina Hingis Anna Koernikova                     | walk-over         | details |
| 33.                                 | 2002-02-03 | WTA Tokio         | tapijt (i)    | Lisa Raymond      | Els Callens Roberta Vinci                          | 6-1, 6-1          | details |
| 34.                                 | 2002-03-03 | WTA Scottsdale    | hardcourt     | Lisa Raymond      | Cara Black Jelena Lichovtseva                      | 6-3, 5-7, 7-6     | details |
| 35.                                 | 2002-03-16 | WTA Indian Wells  | hardcourt     | Lisa Raymond      | Jelena Dementjeva Janette Husárová                 | 7-5, 6-0          | details |
| 36.                                 | 2002-03-31 | WTA Miami         | hardcourt     | Lisa Raymond      | Virginia Ruano Pascual Paola Suárez                | 7-6, 6-7, 6-3     | details |
| 37.                                 | 2002-04-21 | WTA Charleston    | gravel        | Lisa Raymond      | Alexandra Fusai Caroline Vis                       | 6-4, 3-6, 7-6     | details |
| 38.                                 | 2002-06-22 | WTA Eastbourne    | gras          | Lisa Raymond      | Cara Black Jelena Lichovtseva                      | 6-7, 7-6, 6-2     | details |
| 39.                                 | 2002-07-28 | WTA Stanford      | hardcourt     | Lisa Raymond      | Janette Husárová Conchita Martínez                 | 6-1, 6-1          | details |
| 40.                                 | 2003-02-02 | WTA Tokio         | tapijt (i)    | Jelena Bovina     | Lindsay Davenport Lisa Raymond                     | 6-3, 6-4          | details |
| 41.                                 | 2003-08-10 | WTA Los Angeles   | hardcourt     | Mary Pierce       | Jelena Bovina Els Callens                          | 6-3, 6-3          | details |
| 42.                                 | 2003-10-12 | WTA Filderstadt   | hardcourt (i) | Lisa Raymond      | Cara Black Martina Navrátilová                     | 6-2, 6-4          | details |
| 43.                                 | 2004-01-17 | WTA Sydney        | hardcourt     | Cara Black        | Dinara Safina Meghann Shaughnessy                  | 7-5, 3-6, 6-4     | details |
| 44.                                 | 2004-02-08 | WTA Tokio         | tapijt (i)    | Cara Black        | Jelena Lichovtseva Magdalena Maleeva               | 6-0, 6-1          | details |
| 45.                                 | 2004-07-04 | Wimbledon         | gras          | Cara Black        | Liezel Huber Ai Sugiyama                           | 6-3, 7-6          | details |
| 46.                                 | 2004-08-01 | WTA San Diego     | hardcourt     | Cara Black        | Virginia Ruano Pascual Paola Suárez                | 4-6, 6-1, 6-4     | details |
| 47.                                 | 2004-10-10 | WTA Filderstadt   | hardcourt (i) | Cara Black        | Anna-Lena Grönefeld Julia Schruff                  | 6-3, 6-2          | details |
| 48.                                 | 2004-10-24 | WTA Zürich        | hardcourt (i) | Cara Black        | Virginia Ruano Pascual Paola Suárez                | 6-4, 6-4          | details |
| 49.                                 | 2005-06-18 | WTA Eastbourne    | gras          | Lisa Raymond      | Jelena Lichovtseva Vera Zvonarjova                 | 6-3, 7-5          | details |
| 50.                                 | 2005-07-31 | WTA Stanford      | hardcourt     | Cara Black        | Jelena Lichovtseva Vera Zvonarjova                 | 6-3, 7-5          | details |
| 51.                                 | 2005-10-23 | WTA Zürich        | hardcourt (i) | Cara Black        | Daniela Hantuchová Ai Sugiyama                     | 6-7, 7-6, 6-3     | details |
| 52.                                 | 2005-11-06 | WTA Philadelphia  | hardcourt (i) | Cara Black        | Lisa Raymond Samantha Stosur                       | 6-4, 7-6          | details |
| 53.                                 | 2006-01-14 | WTA Sydney        | hardcourt     | Corina Morariu    | Virginia Ruano Pascual Paola Suárez                | 6-3, 5-7, 6-2     | details |
| 54.                                 | 2006-08-06 | WTA San Diego     | hardcourt     | Cara Black        | Anna-Lena Grönefeld Meghann Shaughnessy            | 6-2, 6-2          | details |
| 55.                                 | 2006-10-22 | WTA Zürich        | hardcourt (i) | Cara Black        | Liezel Huber Katarina Srebotnik                    | 7-5, 7-5          | details |
| 56.                                 | 2007-08-12 | WTA Los Angeles   | hardcourt     | Květa Peschke     | Alicia Molik Mara Santangelo                       | 6-0, 6-1          | details |
| 57.                                 | 2007-10-07 | WTA Stuttgart     | hardcourt (i) | Květa Peschke     | Chan Yung-jan Dinara Safina                        | 6-7, 7-6, [10-2]  | details |
| 58.                                 | 2007-10-21 | WTA Zürich        | hardcourt (i) | Květa Peschke     | Lisa Raymond Francesca Schiavone                   | 7-5, 7-6          | details |
| 59.                                 | 2008-02-23 | WTA Doha          | hardcourt     | Květa Peschke     | Cara Black Liezel Huber                            | 6-1, 5-7, [10-7]  | details |
| 60.                                 | 2010-06-19 | WTA Eastbourne    | gras          | Lisa Raymond      | Květa Peschke Katarina Srebotnik                   | 6-2, 2-6, [13-11] | details |
| verloren finales vrouwendubbelspel  |            |                   |               |                   |                                                    |                   |         |
| 1.                                  | 1993-01-17 | WTA Sydney        | hardcourt     | Lori McNeil       | Pam Shriver Elizabeth Smylie                       | 6-7, 2-6          | details |
| 2.                                  | 1993-02-07 | WTA Tokio         | tapijt (i)    | Lori McNeil       | Martina Navrátilová Helena Suková                  | 4-6, 3-6          | details |
| 3.                                  | 1993-08-01 | WTA San Juan      | hardcourt     | Gigi Fernández    | Debbie Graham Ann Grossman                         | 7-5, 5-7, 5-7     | details |
| 4.                                  | 1995-02-05 | WTA Tokio         | tapijt (i)    | Lindsay Davenport | Gigi Fernández Natallja Zverava                    | 0-6, 3-6          | details |
| 5.                                  | 1995-02-19 | WTA Parijs        | tapijt (i)    | Manon Bollegraf   | Meredith McGrath Larisa Neiland                    | 4-6, 1-6          | details |
| 6.                                  | 1995-05-27 | WTA Edinburgh     | gravel        | Manon Bollegraf   | Meredith McGrath Larisa Neiland                    | 2-6, 6-7          | details |
| 7.                                  | 1995-09-10 | US Open           | hardcourt     | Brenda Schultz    | Gigi Fernández Natallja Zverava                    | 5-7, 3-6          | details |
| 8.                                  | 1995-11-05 | WTA Québec        | tapijt (i)    | Lisa Raymond      | Nicole Arendt Manon Bollegraf                      | 6-7, 6-4, 2-6     | details |
| 9.                                  | 1996-03-03 | WTA Linz          | tapijt (i)    | Helena Suková     | Manon Bollegraf Meredith McGrath                   | 4-6, 4-6          | details |
| 10.                                 | 1998-04-05 | WTA Hilton Head   | gravel        | Lisa Raymond      | Conchita Martínez Patricia Tarabini                | 6-3, 4-6, 4-6     | details |
| 11.                                 | 1998-06-14 | WTA Birmingham    | gras          | Lisa Raymond      | Els Callens Julie Halard                           | 6-2, 4-6, 4-6     | details |
| 12.                                 | 1998-10-25 | WTA Moskou        | tapijt (i)    | Lisa Raymond      | Mary Pierce Natallja Zverava                       | 3-6, 4-6          | details |
| 13.                                 | 1999-04-11 | WTA Amelia Island | gravel        | Lisa Raymond      | Conchita Martínez Patricia Tarabini                | 5-7, 6-0, 4-6     | details |
| 14.                                 | 1999-08-15 | WTA Los Angeles   | hardcourt     | Lisa Raymond      | Larisa Neiland Arantxa Sánchez                     | 2-6, 7-6, 0-6     | details |
| 15.                                 | 2000-06-24 | WTA Eastbourne    | gras          | Lisa Raymond      | Ai Sugiyama Nathalie Tauziat                       | 6-2, 3-6, 6-7     | details |
| 16.                                 | 2000-11-12 | WTA Philadelphia  | tapijt (i)    | Lisa Raymond      | Martina Hingis Anna Koernikova                     | 2-6, 5-7          | details |
| 17.                                 | 2001-01-13 | WTA Sydney        | hardcourt     | Lisa Raymond      | Anna Koernikova Barbara Schett                     | 2-6, 5-7          | details |
| 18.                                 | 2001-04-01 | WTA Miami         | hardcourt     | Lisa Raymond      | Arantxa Sánchez Nathalie Tauziat                   | 0-6, 4-6          | details |
| 19.                                 | 2001-05-26 | WTA Madrid        | gravel        | Lisa Raymond      | Virginia Ruano Pascual Paola Suárez                | 5-7, 6-2, 6-7     | details |
| 20.                                 | 2002-06-09 | Roland Garros     | gravel        | Lisa Raymond      | Virginia Ruano Pascual Paola Suárez                | 4-6, 2-6          | details |
| 21.                                 | 2003-01-11 | WTA Sydney        | hardcourt     | Conchita Martínez | Kim Clijsters Ai Sugiyama                          | 3-6, 3-6          | details |
| 22.                                 | 2003-11-02 | WTA Philadelphia  | hardcourt (i) | Cara Black        | Martina Navrátilová Lisa Raymond                   | 3-6, 4-6          | details |
| 23.                                 | 2004-05-22 | WTA Wenen         | gravel        | Cara Black        | Martina Navrátilová Lisa Raymond                   | 2-6, 5-7          | details |
| 24.                                 | 2004-11-15 | WTA Championships | hardcourt (i) | Cara Black        | Nadja Petrova Meghann Shaughnessy                  | 5-7, 2-6          | details |
| 25.                                 | 2005-04-03 | WTA Miami         | hardcourt     | Lisa Raymond      | Svetlana Koeznetsova Alicia Molik                  | 5-7, 7-6, 2-6     | details |
| 26.                                 | 2005-10-02 | WTA Luxemburg     | hardcourt (i) | Cara Black        | Lisa Raymond Samantha Stosur                       | 5-7, 1-6          | details |
| 27.                                 | 2005-10-17 | WTA Moskou        | tapijt (i)    | Cara Black        | Lisa Raymond Samantha Stosur                       | 2-6, 4-6          | details |
| 28.                                 | 2005-11-13 | WTA Championships | hardcourt (i) | Cara Black        | Lisa Raymond Samantha Stosur                       | 7-6, 5-7, 4-6     | details |
| 29.                                 | 2006-01-07 | WTA Gold Coast    | hardcourt     | Cara Black        | Dinara Safina Meghann Shaughnessy                  | 2-6, 3-6          | details |
| 30.                                 | 2006-02-05 | WTA Tokio         | tapijt (i)    | Cara Black        | Lisa Raymond Samantha Stosur                       | 2-6, 1-6          | details |
| 31.                                 | 2006-02-12 | WTA Parijs        | tapijt (i)    | Cara Black        | Émilie Loit Květa Peschke                          | 6-7, 4-6          | details |
| 32.                                 | 2006-10-08 | WTA Stuttgart     | hardcourt (i) | Cara Black        | Lisa Raymond Samantha Stosur                       | 3-6, 4-6          | details |
| 33.                                 | 2006-11-12 | WTA Championships | hardcourt (i) | Cara Black        | Lisa Raymond Samantha Stosur                       | 6-3, 3-6, 3-6     | details |
| 34.                                 | 2007-02-04 | WTA Tokio         | tapijt (i)    | Vania King        | Lisa Raymond Samantha Stosur                       | 6-7, 6-3, 5-7     | details |
| 35.                                 | 2007-06-24 | WTA Eastbourne    | gras          | Květa Peschke     | Lisa Raymond Samantha Stosur                       | 7-6, 4-6, 3-6     | details |
| 36.                                 | 2008-06-21 | WTA Eastbourne    | gras          | Květa Peschke     | Cara Black Liezel Huber                            | 6-2, 0-6, [8-10]  | details |
| 37.                                 | 2008-10-05 | WTA Stuttgart     | hardcourt (i) | Květa Peschke     | Anna-Lena Grönefeld Patty Schnyder                 | 2-6, 4-6          | details |
| 38.                                 | 2008-11-09 | WTA Championships | hardcourt     | Květa Peschke     | Cara Black Liezel Huber                            | 1-6, 5-7          | details |
| 39.                                 | 2009-06-20 | WTA Eastbourne    | gras          | Samantha Stosur   | Akgul Amanmuradova Ai Sugiyama                     | 4-6, 3-6          | details |
| 40.                                 | 2009-07-05 | Wimbledon         | gras          | Samantha Stosur   | Serena Williams Venus Williams                     | 6-7, 4-6          | details |
| 41.                                 | 2009-08-23 | WTA Toronto       | hardcourt     | Samantha Stosur   | Nuria Llagostera Vives María José Martínez Sánchez | 6-2, 5-7, [9-11]  | details |
| 42.                                 | 2010-08-08 | WTA San Diego     | hardcourt     | Lisa Raymond      | Maria Kirilenko Zheng Jie                          | 4-6, 4-6          | details |
| 43.                                 | 2010-08-15 | WTA Cincinnati    | hardcourt     | Lisa Raymond      | Viktoryja Azarenka Maria Kirilenko                 | 6-7, 6-7          | details |
| gewonnen finales gemengd dubbelspel |            |                   |               |                   |                                                    |                   |         |
| 1.                                  | 2000-01-30 | Australian Open   | hardcourt     | Jared Palmer      | Arantxa Sánchez Todd Woodbridge                    | 7-5, 7-6          | details |
| 2.                                  | 2001-09-09 | US Open           | hardcourt     | Todd Woodbridge   | Lisa Raymond Leander Paes                          | 6-4, 5-7, [11-9]  | details |
| verloren finales gemengd dubbelspel |            |                   |               |                   |                                                    |                   |         |
| 1.                                  | 2000-06-11 | Roland Garros     | gravel        | Todd Woodbridge   | Mariaan de Swardt David Adams                      | 3-6, 6-3, 3-6     | details |

## Resultaten grandslamtoernooien
| Legenda | Legenda                          |
| ------- | -------------------------------- |
| g.t.    | geen toernooi gehouden           |
| l.c.    | lagere categorie                 |
| –       | niet deelgenomen                 |
| G       | uitgeschakeld in de groepsfase   |
| 1R      | uitgeschakeld in de eerste ronde |
| 2R      | uitgeschakeld in de tweede ronde |
| 3R      | uitgeschakeld in de derde ronde  |
| 4R      | uitgeschakeld in de vierde ronde |
| KF      | uitgeschakeld in de kwartfinale  |
| HF      | uitgeschakeld in de halve finale |
| F       | de finale verloren               |
| W       | het toernooi gewonnen            |
| w-v     | winst/verlies-balans             |

### Enkelspel
| Toernooi        | 1989 | 1990 | 1991 | 1992 | 1993 | 1994 | 1995 | 1996 |    | 1998 |
| --------------- | ---- | ---- | ---- | ---- | ---- | ---- | ---- | ---- | -- | ---- |
| Australian Open | 2R   | 1R   | 1R   | 2R   | 1R   | 1R   | –    | 2R   | 1R |      |
| Roland Garros   | –    | –    | –    | 1R   | –    | –    | –    | 1R   | –  |      |
| Wimbledon       | –    | 1R   | 1R   | 2R   | 1R   | –    | 2R   | 1R   | 1R |      |
| US Open         | –    | –    | –    | –    | –    | –    | 1R   | 1R   | –  |      |

### Vrouwendubbelspel
| toernooi        | 1989 | 1990 | 1991 | 1992 | 1993 | 1994 | 1995 | 1996 | 1997 | 1998 | 1999 | 2000 | 2001 | 2002 | 2003 | 2004 | 2005 | 2006 | 2007 | 2008 | 2009 | 2010 | 2011 |
| --------------- | ---- | ---- | ---- | ---- | ---- | ---- | ---- | ---- | ---- | ---- | ---- | ---- | ---- | ---- | ---- | ---- | ---- | ---- | ---- | ---- | ---- | ---- | ---- |
| Australian Open | 1R   | 2R   | 1R   | –    | KF   | –    | 3R   | 2R   | –    | HF   | HF   | W    | 1R   | HF   | KF   | 1R   | 2R   | KF   | 1R   | KF   | 3R   | HF   | 1R   |
| Roland Garros   | –    | 1R   | 1R   | 3R   | KF   | 3R   | 3R   | 3R   | –    | 1R   | 1R   | 3R   | HF   | F    | 1R   | 3R   | KF   | KF   | 3R   | 3R   | 3R   | 3R   | 3R   |
| Wimbledon       | –    | 1R   | 2R   | KF   | KF   | 3R   | 3R   | 3R   | –    | HF   | 3R   | HF   | W    | KF   | 1R   | W    | 1R   | HF   | KF   | 3R   | F    | KF   | 1R   |
| US Open         | –    | 2R   | 1R   | KF   | KF   | –    | F    | 2R   | 3R   | HF   | 3R   | KF   | W    | 3R   | KF   | 3R   | KF   | KF   | HF   | 1R   | HF   | KF   | 1R   |

### Gemengd dubbelspel
| toernooi        | 1990 | 1991 | 1992 | 1993 | 1994 | 1995 | 1996 | 1997 | 1998 | 1999 | 2000 | 2001 | 2002 | 2003 | 2004 | 2005 | 2006 | 2007 | 2008 | 2009 | 2010 | 2011 |
| --------------- | ---- | ---- | ---- | ---- | ---- | ---- | ---- | ---- | ---- | ---- | ---- | ---- | ---- | ---- | ---- | ---- | ---- | ---- | ---- | ---- | ---- | ---- |
| Australian Open | –    | –    | 1R   | 1R   | KF   | 2R   | 1R   | –    | 1R   | 1R   | W    | HF   | 1R   | HF   | 1R   | KF   | KF   | 2R   | 1R   | 1R   | 1R   | 2R   |
| Roland Garros   | 1R   | 1R   | 3R   | 3R   | 2R   | 3R   | 1R   | –    | 2R   | –    | F    | KF   | 1R   | 1R   | 2R   | 2R   | KF   | 1R   | 1R   | 1R   | 1R   | KF   |
| Wimbledon       | –    | KF   | 3R   | 3R   | –    | 1R   | 2R   | –    | 1R   | –    | 2R   | 2R   | 3R   | 1R   | KF   | 2R   | 3R   | 2R   | 2R   | 3R   | F    | 1R   |
| US Open         | –    | –    | –    | 1R   | 1R   | 1R   | KF   | 1R   | HF   | HF   | HF   | W    | 1R   | 2R   | HF   | KF   | 1R   | 1R   | KF   | KF   | 1R   | –    |